# Caso Texas contra Johnson
El caso Texas contra Johnson, 491 U.S. 397 (1989), de la Corte Suprema de Estados Unidos, es un hito en la historia judicial estadounidense, pues invalidó las leyes que prohibían la Profanación de la bandera estadounidense, en rigor en 48 de los 50 estados al momento de la sentencia. El juez William J. Brennan, Jr. dictaminó que el acto del defendido, quien quemó una bandera estadounidense, estaba protegido por la Primera Enmienda a la Constitución de los Estados Unidos, que garantizaba su libertad de expresión. Johnson fue representado por los abogados David D. Cole y William Kunstler.

## Trasfondo del caso

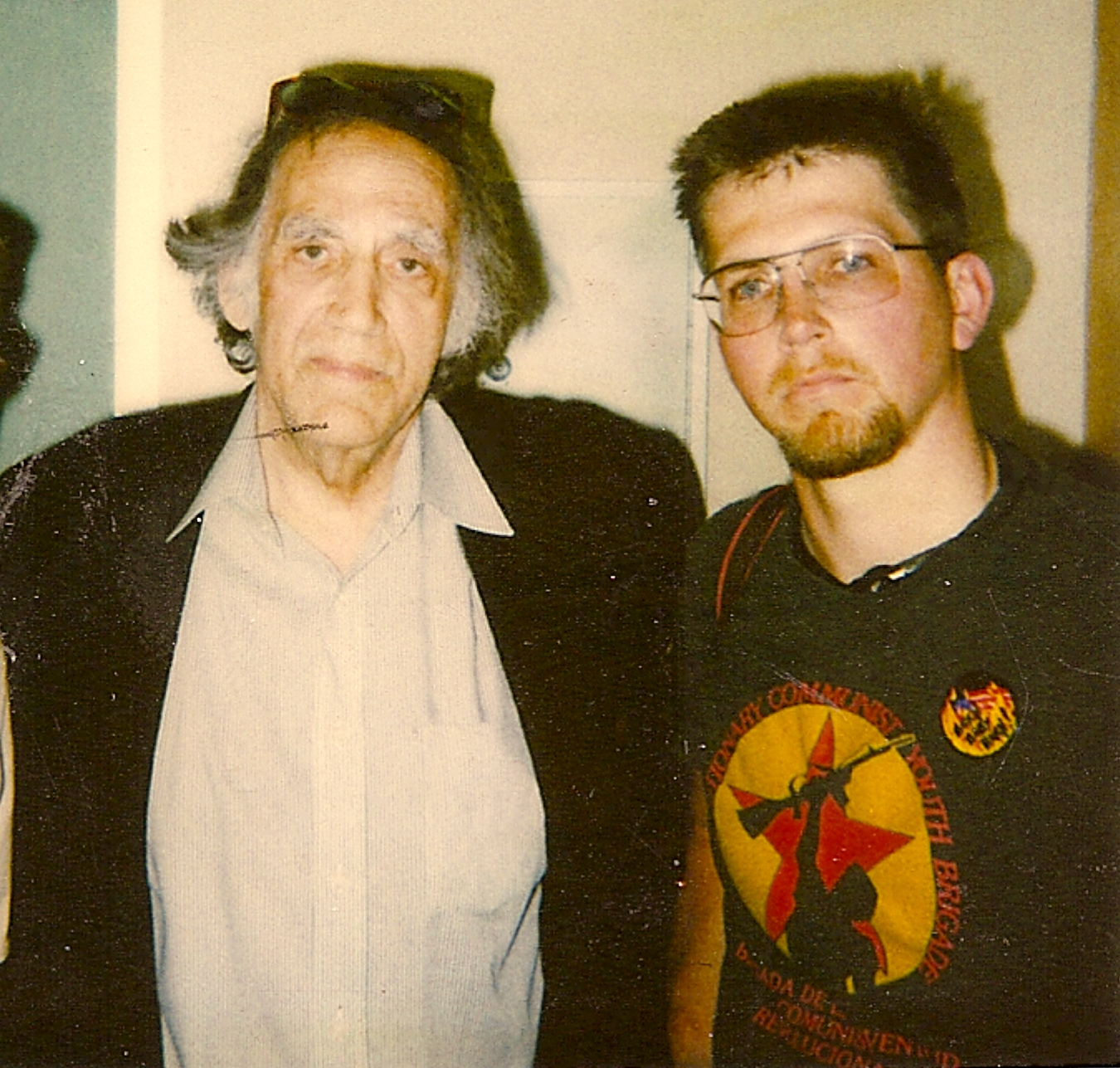
Johnson (derecha) junto a su abogado Kunstler, c. 1989

Gregory Lee Johnson, en el momento miembro de la Brigada de la Juventud Comunista Revolucionaria, participó en una manifestación durante la Convención Nacional del Partido Republicano de 1984 en Dallas, Texas. La manifestación protestaba contra las políticas bélicas de la administración de Reagan y contra algunas compañías las apoyaban. Los manifestantes marcharon por las calles, gritando cánticos y mostrando pancartas. En un punto de la marcha, otro manifestante le entregó a Johnson una bandera estadounidense, que tomó de un asta que se encontraba fuera del edificio de una de las compañías contra las que manifestaban.
Cuando la manifestación llegó al municipio de Dallas, Johnson empapó la bandera con kerosene y le prendió fuego. Nadie resultó herido, aunque algunos testigos declararon haberse sentido muy ofendidos.
Johnson fue acusado de violar una ley que prohibía vandalizar objetos respetados. Fue sentenciado a un año de cárcel y una multa de US$2.000. Apeló de la condena ante la Corte de Apelaciones de Texas, perdiendo el caso. 
Luego apeló ante la Corte de Apelaciones Criminales de Texas, la mayor instancia estatal, que revocó su condena argumentando que el estado no podía condenar a Johnson, pues su acto estaba protegido por la primera enmienda como un "discurso simbólico". En su caso el estado mantuvo que era su interés preservar la bandera como un símbolo de unidad nacional, lo que era más importante que el discurso simbólico de Johnson, y que quería mantener el orden. La Corte dijo que ninguna de estas razones justificaban la condena de Johnson.
La corte dijo que "reconociendo que el derecho a diferir es la pieza central de las libertades concedidas por la primera enmienda, el gobierno no puede mandatar por decreto un sentimiento de unidad entre sus ciudadanos. Por lo tanto el mismo gobierno no puede establecer un símbolo de unidad y prescribir un conjunto de mensajes aprobados para que sean asociados con ese símbolo..." También concluyó que la quema en sí no constituía una amenaza ni una afrenta a la paz.
El Estado de Texas solicitó a la Corte Suprema de los Estados Unidos que se enterara del caso, entregando su decisión en 1989.

## La decisión de la Corte Suprema
La opinión de la corte provino de una controversial decisión de 5 contra 4, siendo de la opinión mayoritaria los jueces Brennan, Marshall, Blackmun, Scalia, y Kennedy.
Primero la corte consideró si la primera enmienda cubría actos no verbales, y de ser así, si el acto de Johnson constituía una "conducta expresiva", que le premitiese invocar la primera enmienda.
La primera enmienda protege la libertad de expresión, y la corte reconoció que esta no se limitaba a la expresión oral. La decisión se sustentaba en un hecho reconocido en la jurisprudencia, con casos como Stromberg contra California (uso de una bandera roja como expresión) y en Tinker contra Distrito Escolar de Des Moines (uso de un brazalete negro como expresión).
La corte rechazó la idea de que existía una aparente cantidad ilimitada de conductas que podían ser descritas como "expresión", pero reconoció que en cualquier momento en que una persona quiera comunicar una idea, existen conductas no verbales que incluyan suficientes elementos comunicativos para ser protegidos por la primera y decimocuarta enmiendas. Al decidir sobre cuales conductas poseían una cantidad suficiente de elementos comunicativos, la corte determinó que lo serían cuando existiera un intento de entregar un mensaje particular, cuando existiera una mayor probabilidad que éste fuera entendido por quienes lo observaran. 
La corte encontró que, bajo las circunstancias en que ocurrieron los hechos, la quema de la bandera de Johnson sí constituyó una conducta expresiva, pues la naturaleza política del hecho era intencional y evidente.

## Desarrollos posteriores
La decisión invalidó leyes en vigor en 48 de los 50 estados del país. Sin embargo, el tema continúa siendo controvertido pues, según una encuesta realizada en 2006, la mayoría de los estadounidenses apoyarían una prohibición contra la quema de banderas. El Congreso aprobó un estatuto de protección de la bandera en 1989, haciendo de la profanación de esta un crimen federal. En el caso Estados Unidos contra Eichman, 496 U.S. 310 (1990), esta ley fue invalidada por la misma mayoría 5 contra 4 que ocurrió en el caso contra Johnson. Desde entonces el Congreso ha considerado una enmienda a la Constitución contra la profanación de la bandera estadounidense. Los intentos usualmente son aprobados por la Cámara de Representantes, pero rechazados en el Senado. El intento más reciente ocurrió en 2006, cuando la resolución fue rechazada por un voto.

## Aplicaciones posteriores de la doctrina
El pastor protestante Terry Jones hizo pública su intención de quemar 200 copias del Corán en el noveno aniversario del atentado terrorista contra las Torres Gemelas de 2001, como una forma de protesta contra la intención de construir una Mezquita en la "Zona Cero" de Nueva York. El acto, que finalmente fue cancelado, no podía ser impedido ni sancionado por las autoridades estadounidenses, pues estaba protegido por la doctrina de la Corte Suprema surgida del caso Texas contra Johnson.

### Artículos
- Cohen, Andrew I. (enero de 1999). «Flags, Flames, and Property». The Freeman: Ideas On Liberty (en inglés) (New York: Foundation for Economic Education) 49 (1): 24-26. Consultado el 21 de mayo de 2012.

- Datos: Q949984